# مهدی کامارا
مهدی کامارا (انگلیسی: Mahdi Camara؛ زادهٔ ۳۰ ژوئن ۱۹۹۸) بازیکن فوتبال اهل فرانسه است.
از باشگاه‌هایی که در آن بازی کرده‌است می‌توان به باشگاه فوتبال سن-اتین اشاره کرد.
وی همچنین در تیم‌های ملی فوتبال پایه و زیر ۱۹ سال فرانسه بازی کرده‌است.